# Goernebrücke
Die Goernebrücke verbindet die Hamburger Stadtteile Eppendorf und Winterhude. Die im Jahr 1910 erbaute Bogenbrücke ist nach der Goernestraße benannt, die mit ihr die Alster quert.
Straße und Brücke sind nach dem Kaufmann Christian Goerne (1822–1882) benannt, dem Gründer der Stiftung Kinderheilstätten Duhnen.
Die Goernebrücke besteht aus teilweise mit Werksteinen verkleidetem Stahlbeton.
Mit der Nummer 20728 ist die Goernebrücke als Baudenkmal in der Denkmalliste der Hamburger Kulturbehörde aufgeführt.

## Nachweise
1. ↑  Horst Beckershaus: Die Hamburger Straßennamen – Woher sie kommen und was sie bedeuten, 6. Auflage, CEP Europäische Verlagsanstalt, Hamburg 2011, ISBN 978-3-86393-009-7
2. ↑  Sven Bardua: "Brückenmetropole Hamburg Baukunst Technik Geschichte bis 1945", Dölling und Galitz Verlag, München und Hamburg 2009, ISBN 978-3-937904-88-7, Seite 189